# Червінський Андрій Валерійович
Андрі́й Вале́рійович Черві́нський (30 грудня 1977, Житомир, Житомир область, Україна — 2 квітня 2023, Бахмут, Бахмутський район, Донецька область, Україна) — солдат Збройних сил України, учасник війни на сході України.

## Життєпис
Народився Андрій Червінський 30 грудня 1977 року в місті Житомир. Жив у селі Левків.
Після закінчення загальноосвітньої школи № 5, навчався в Житомирському профтехучилищі № 1 (Нині філія ЦПТО м. Житомира).
Строкову службу проходив у Національній гвардії України.
Працював у службі таксі.
Неодноразово захищав честь на районних і обласних змаганнях як активний учасник команди футбольного клубу «Левків».
У вересні 2022 року був мобілізований до лав Збройних сил України на захист нашої держави у складі 77 Десантно-штурмової бригади військової частини А-4355.
Андрій Валерійович — гарний батько, люблячий чоловік, турботливий син, брат, безвідмовний сусід і кум.
2 квітня під час ведення бойових дій у районі населеного пункту Бахмут Бахмутського району Донецької області героїчно загинув.

## Нагороди
- Орден «За мужність» ІІІ ступеня (13 травня 2024, посмертно) — за особисту мужність, виявлену у захисті державного суверенітету та територіальної цілісності України, самовіддане виконання військового обов'язку[2]